# Teste psicológico
Testagem psicológica é um campo caracterizado pelo uso de amostras de comportamento de forma a aceder a construtos psicológicos, tal como o funcionamento cognitivo e emocional, de um dado indivíduo. O termo técnico para a ciência por detrás da testagem psicológica é a psicometria. Por amostras de comportamento, pode-se significar observações de um indivíduo no desempenho de tarefas que foram normalmente prescritas de antemão, o que muitas vezes se traduz em pontuação num teste. As respostas são frequentemente compiladas em tabelas estatísticas que permitem, ao avaliador, comparar o comportamento do indivíduo a ser testado às respostas do grupo de referência.

## Testes Psicológicos
Um teste psicológico é um instrumento desenhado para medir construtos não observáveis, conhecidos também como variáveis latentes. Os testes psicológicos são tipicamente (embora não necessariamente) uma série de tarefas ou problemas que o indivíduo que responde tem que resolver. Os testes psicológicos podem-se assemelhar fortemente a questionários, que também são desenhados para medir construtos não observáveis, mas que diferem na medida em que um teste psicológico pede ao indivíduo o seu desempenho máximo enquanto um questionário pede ao indivíduo um desempenho típico. Um teste psicológico útil tem que ser ao mesmo tempo válido (ex. existem evidências para apoiar a interpretação especificada dos resultados do teste) e fidedigno (ex. consistente internamente ou que apresenta resultados consistentes ao longo do tempo, em diferentes avaliadores etc.).
É importante que as pessoas que são iguais no construto medido apresentem também probabilidades iguais de responder aos itens do teste correctamente. Por exemplo, um item de um teste de matemática poderia ser "Numa partida de futebol dois jogadores levam cartão vermelho; quantos jogadores restam no final?"; contudo, este item também requer também conhecimento de futebol para ser respondido correctamente, e não apenas capacidades matemáticas. A pertença a um grupo também pode influenciar a probabilidade de responder correctamente aos itens (funcionamento diferencial dos itens). Muitas vezes os testes são construídos para uma população específica e isso deve ser tido em conta quando se administram os testes. Se um teste é invariante para alguma diferença grupal (ex. género) numa dada população (ex. Inglaterra), isso não significa automaticamente que seja invariante noutra população (ex. Japão).

## Avaliação psicológica
A avaliação psicológica é semelhante à testagem psicológica, mas implica geralmente uma avaliação mais abrangente do indivíduo. A avaliação psicológica é um processo que implica a integração de informações de várias fontes, tais como testes de personalidade normal e anormal, testes de aptidão ou inteligência, testes de interesses e atitudes, bem como informações a partir de entrevistas pessoais. Também são recolhidas informações colaterais sobre a história pessoal, profissional ou médica, como de registros ou a partir de entrevistas com os pais, cônjuges, professores ou terapeutas anteriores ou médicos. Um teste psicológico é uma das fontes de dados utilizada no processo de avaliação; geralmente mais do que um ensaio é utilizado. Muitos psicólogos fazer algum nível de avaliação na prestação de serviços a clientes ou pacientes, e podem usar, por exemplo, listas de verificação simples para avaliar algumas características ou sintomas, mas a avaliação psicológica é um processo mais complexo, detalhado e em profundidade. Os tipos habituais de enfoque para a avaliação psicológica são fornecer um diagnóstico para as condições de tratamento, avaliar uma determinada área de funcionamento ou deficiência muitas vezes para ambientes escolares, para ajudar a seleccionar um tipo de tratamento ou para avaliar os resultados do tratamento, para ajudar os tribunais a decidir questões como a custódia de crianças ou a competência para comparecer a julgamento, ou para ajudar a avaliar os candidatos a um emprego ou empregados e fornecer aconselhamento de desenvolvimento de carreira ou treino.

## Interpretação das pontuações
Os testes psicológicos, assim como muitas medidas de características humanas, podem ser interpretados numa maneira "referente à norma" ou "referente ao critério". As normas são representações estatísticas de uma população. Uma interpretação referente à norma de uma pontuação compara os resultados do indivíduo no teste com a representação estatística da população. Na prática, em vez de testar uma população inteira, é testada uma amostra representativa. Isto fornece uma norma grupal ou um conjunto de normas. A Curva de Gauss (também chamada "distribuição normal") é uma representação das normas. As normas estão disponíveis para testes psicológicos padronizados, ajudando a uma compreensão de como se pode comparar a pontuação do indivíduo com as normas do grupo. As pontuações referênciadas na norma são transmitidas tipicamente na distribuição normal reduzida (pontuação z) ou uma versão redimensionada dela.
Uma interpretação de uma pontuação de um teste referente ao critério compara o desempenho de um indivíduo com algum critério que não o desempenho de outros indivíduos. Por exemplo, o teste da escola comum fornece tipicamente uma pontuação em referência a um dado domínio; um indivíduo pode ter 80% num teste de geografia. As interpretações de resultados referentes ao critério são mais aplicáveis geralmente aos testes de realização do que aos testes psicológicos.
Muitas vezes, os resultados dos testes podem ser interpretados de ambas as maneiras; uma pontuação de 80% num teste de geografia pode colocar um estudante no percentil 84, ou uma pontuação z de 1.0 ou 2.0.

## Tipos de testes psicológicos
Existem várias categorias gerais de testes psicológicos:

### Testes de QI/aptidão
Os Testes de QI pretendem ser medidas de inteligência, enquanto os testes de aptidão são medidas do uso e nível de desenvolvimento da utilização da capacidade. Os testes de QI (ou testes cognitivos) e os testes de aptidão são testes comuns de interpretação referente à norma. Neste tipo de testes, é apresentada à pessoa uma série de tarefas a serem avaliadas, e as respostas da pessoa são classificadas de acordo com orientações prescritas cuidadosamente. Após o teste estar concluído, os resultados são compilados e comparados com as respostas de um grupo de norma, geralmente composto de pessoas da mesma idade ou nível de ensino que a pessoa a ser avaliada. Os testes de QI que contêm uma série de tarefas dividem as tarefas tipicamente em verbais (que se apoiam no uso da linguagem) e de desempenho, ou não verbais (que se apoiam em tarefas do tipo olho-mão, ou no uso de símbolos e objectos). Alguns exemplos de tarefas verbais de testes de QI são o vocabulário e a informação (responder a perguntas do conhecimento geral). Nas tarefas não verbais, temos a conclusão cronometrada de quebra-cabeças (montagem de objectos) e identificar imagens que se encaixem num padrão (raciocínio de matriz).
Os testes de QI (ex. WAIS-IV, WISC-IV, Cattell Culture Fair III, Woodcock-Johnson Tests of Cognitive Abilities-III, Stanford-Binet Intelligence Scales V) e os testes de desempenho académico (ex. WIAT, WRAT, Woodcock-Johnson Tests of Achievement-III) são desenhados para serem administrados ou a um indivíduo (por um avaliador treinado) ou a um grupo de pessoas (testes de lápis e papel). Os testes administrados individualmente tendem a ser mais abrangentes, mais fiáveis, mais válidos e geralmente têm melhores características psicométricas que os testes administrados a grupos. Contudo, os testes administrados individualmente são mais caros de administrar por causa da necessidade de um administrador treinado (psicólogo, psicólogo escolar, ou especialista em psicometria).

### Testes de empregos de segurança pública
As vocações dentro do campo da segurança pública (ex. bombeiros, polícia, serviços de correcção, serviços de emergência médica) exigem muitas vezes testes de Psicologia do trabalho para o emprego inicial ou para avançar na hierarquia. Alguns exemplos proeminentes deste tipo de testes são o National Firefighter Selection Inventory - NFSI, o National Criminal Justice Officer Selection Inventory - NCJOSI, e o Integrity Inventory (testes usados nos Estados Unidos).

### Testes de atitude
Os testes de atitude avaliam os sentimentos do indivíduo acerca de um acontecimento, pessoa ou objecto. As escalas de atitude são usadas geralmente em marketing para determinar a preferência do indivíduo (ou do grupo) por marcas ou itens. Os testes de atitudes usam geralmente ou uma Escala de Thurston ou uma Escala de Likert para medir os itens específicos.

### Testes neuropsicológicos
Estes testes consistem em tarefas desenhadas especificamente para medir a função psicológica que se sabe estar ligada a um determinado circuito ou estrutura cerebral. Os testes neuropsicológicos podem ser usados em contexto clínico para avaliar o dano causado por uma lesão cerebral ou uma doença que se sabe afectar o funcionamento neurocognitivo. Quando usado em pesquisa, estes testes podem ser usados para contrastar capacidades neuropsicológicos entre diferentes grupos experimentais.
Avaliação infantil e pré-escolar
Devido ao facto de os bebés e as crianças em idade pré-escolar apresentarem capacidades limitadas de comunicação, os psicólogos não podem usar os testes tradicionais para os avaliar. Assim, foram desenhados alguns testes apenas para crianças com idades compreendidas desde o nascimento até aos seis anos de idade. Estes testes variam geralmente com a idade, respectivamente, de avaliações de reflexões e metas desenvolvimentais, a capacidades motores e sensoriais, capacidades linguísticas e simples capacidades cognitivas.
Os testes comuns para este grupo de idades são divididos em categorias: Capacidades da criança, Inteligência Pré-escolar, e Facilidade Escolar.
Alguns testes comuns de capacidades da criança incluem: as Gesell Developmental Schedules (GDS) que mede o progresso no desenvolvimento das crianças, a Neonatal Behavioral Assessment Scale (NBAS) que testa o comportamento neo-natal, os reflexos e as respostas, as Ordinal Scales of Psychological Development (OSPD) que avaliam as capacidades intelectuais das crianças, e a Bayley-III que testa as capacidades mentais e as habilidades motoras.
Alguns testes comuns de inteligência pré-escolar incluem: as McCarthy Scales of Children’s Abilities (MCAS) que são semelhantes a um teste de QI para crianças, as Differential Ability Scales (DAS) que podem ser usadas para testar problemas na leitura, a Wechsler Preschool and Primary Scale of Intelligence-III (WPPSI-III) e a Stanford-Binet Intelligence Scales for Early Childhood que podem ser vistas como versões para crianças de testes de QI, e a Fagan Test of Infant Intelligence (FTII) que testa a memória de reconhecimento.
Finalmente, alguns testes comuns de facilidade escolar são: os Developmental Indicators for the Assessment of Learning-III (DIAL-III)  que medem as capacidades linguisticas, motoras e cognitivas, a Denver II que testa as capacidades motoras, sociais e linguísticas, e a Home Observation for Measurement of Environment (HOME) que mede até que ponto o ambiente doméstico facilita a facilidade escolar.
As avaliações infantis e pré-escolares, uma vez que não prevêem as capacidades da infância mais tardia nem do adulto, são usadas quase exclusivamente para testar se uma criança está a ter atrasos no desenvolvimento ou problemas. Também são úteis para testar a capacidade individual e inteligência, e, tal como dito anteriormente, há algumas especificamente desenhadas para testar a facilidade escolar e determinar que crianças podem vir a apresentar mais dificuldades na escola.

### Testes de personalidade
As medidas psicológicas da personalidade podem ser descritas como testes objectivos ou projectivos. Os termos "teste objectivo" e "teste projectivo" têm sido alvo de críticas recentemente no Journal of Personality Assessment. São sugeridos os termos mais descritivos "Escala de avaliação de medidas auto-relato" e "medidas de resposta livre" em vez dos termos "testes objectivos" e "testes projectivos", respectivamente.

#### Testes objectivos (Escala de avaliação de medidas autorrelato)
Os testes objectivos apresentam um formato de resposta restrito, tal como respostas de verdadeiro ou falso ou uma avaliação de acordo com uma escala ordinal. Os exemplos mais importantes dos testes objectivos de personalidade incluem o Inventário de Personalidade Multifásico do Minnesota, o Inventário Multiaxial Clínico de Millon-III, a Child Behavior Checklist, a Symptom Checklist 90 e a Escala de depressão de Beck. Os testes de personalidade objectivos podem ser desenhados para ser usados em contexto de Negócios por potenciais empregados, tal como o NEO-PI, o 16PF, e o OPQ (Questionário de Personalidade Ocupacional), todos baseados na modelo dos Big Five. O modelo dos Big Five, ou modelo dos cinco factores da personalidade normal, tem ganho aceitação desde o início dos anos 1990 quando algumas meta-análises influentes (ex. Barrick & Mount 1991) encontraram relações consistentes entre os cinco factores de personalidade e variáveis de critério importantes.
Outro teste de personalidade baseado no modelo dos cinco factores é o Five Factor Personality Inventory – Children (FFPI-C.).

#### Testes projectivos (Medidas de resposta livre)
Os testes projectivos permitem um tipo de resposta mais livre. Um exemplo disto seria o Teste de Rorschach, no qual uma pessoa refere o que cada uma das dez manchas de tinta pode ser.
Os testes projectivos tornaram-se uma indústria em crescimento na primeira metade do século XX, surgindo dúvidas acerca das suposições teóricas por detrás dos testes projectivos na segunda metade do século XX. Alguns testes projectivos são menos usados hoje em dia porque consomem mais tempo a administrar e porque a sua validade e fidedignidade são controversas.
Uma vez que se desenvolveram os métodos estatísticos e de amostragem, levantou-se uma grande controvérsia sobre a validade e utilidade dos testes projectivos. O uso do julgamento clínico em vez de normas e estatísticas para avaliar as características das pessoas convenceu muitos que os testes projectivos são deficientes e não-fiáveis (os resultados são demasiado diferentes de cada vez que o teste é dado à mesma pessoa). Contudo, muitos praticantes continuam a confiar nos testes projectivos, e alguns especialistas em testes (ex. Cohen, Anastasi) sugerem que estas medidas podem ser úteis no desenvolvimento da relação terapêutica. Estes testes podem também ser úteis na criação de interferências a seguir com outros métodos. O sistema de cotação do Rorschach mais largamente utilizado é o Sistema de cotação de Exner. Outro teste projectivo comum é o Teste de Apercepção Temática (TAT), que é cotado frequentemente com as Escalas de Relações de objecto e Cognição Social de Westen e o Manual de Mecanismos de Defesa de Phebe. Quer as medidas de "escala de cotação" quer as de "resposta livre" são usadas na prática clínica, com tendência para a anterior.
Outros testes projectivos incluem  o Teste Casa-Árvore-Pessoa, o Teste da Metáfora Animal, o Teste de Apercepção de Roberts, e o Teste de Ligação Projectiva.

### Testes de sexologia
O número de testes direccionados especificamente para o campo da sexologia é muito limitado. O campo da sexologia fornece diferentes dispositivos de avaliação psicológica de forma a examinar os vários aspectos do desconforto, problema ou disfunção, independentemente se estes são individuais ou relacionais.

### Testes de observação directa
Embora a maioria dos testes psicológicos sejam medidas de  "escala de avaliação" ou de "resposta livre", a avaliação psicológica também pode envolver a observação das pessoas enquanto elas realizam actividades. Este tipo de avaliação é geralmente conduzida com famílias, seja em laboratório, em casa, ou com crianças numa sala de aula. O propósito da observação pode ser clínico, como estabelecer uma linha prévia de intervenção de uma criança hiperactiva ou observar a natureza da interacção pais-filhos de forma a compreender perturbações relacionais. Os procedimentos de observação directa são também usados em pesquisa, por exemplo no estudo da relação entre variáveis intrapsíquicas e comportamentos alvo específicos, ou na exploração de sequências de interacção comportamental.
O Parent-Child Interaction Assessment-II (PCIA) representa um exemplo de procedimentos de observação directa que é usado em pais e crianças em idade escolar. Os pais e as crianças são gravados através de vídeo enquanto jogam num jardim zoológico faz-de-conta. O Parent-Child Early Relational Assessment (Clark, 1999) é usado para estudar pais e crianças pequenas, e envolve uma tarefa de alimentação e uma tarefa de quebra-cabeças. A MacArthur Story Stem Battery (MSSB) é usada para obter narrativas de crianças. O Dyadic Parent-Child Interaction Coding System-II (Eyberg, 1981) acompanha até que ponto as crianças seguem os comandos dos pais e "vice versa" e é adequado para o estudo de crianças com Distúrbio desafiador e de oposição e os seus pais.

## Segurança dos testes
Muitos testes psicológicos não estão disponíveis ao público, pelo contrário, apresentam restrições tanto dos publicadores dos testes como dos conselhos de licenciamento psicológico que impedem a divulgação dos próprios testes e da informação acerca da interpretação dos resultados. Os publicadores dos testes consideram que estão envolvidas na protecção dos segredos dos seus testes tanto questões de direitos de autor como de ética profissional, e vendem apenas os testes a pessoas que provem as suas qualificações profissionais e educacionais, para grande satisfação dos criadores dos testes. Os compradores têm obrigação legal de não fornecer os testes ou as respostas dos testes ao público, a menos que as condições padrão do criador do teste para administração do mesmo o permitam.

## Problemas dos testes psicológicos
A avaliação psicológica é uma atividade bastante questionada no âmbito profissional da psicologia desde seu início, sendo muito criticada pelos seus métodos de exames e pela baixa precisão científica dos resultados. O questionamento acerca de tal assunto se mostra necessário não só para que ocorra modificações e inovações na área, mas também para a geração de estudos e pesquisas, sendo os estudos necessários para o reconhecimento da importância e para a valorização do campo. Não é possível haver uma concordância entre a comunidade profissional quanto aos métodos e técnicas utilizadas para os ditos exames psicológicos, dado que a Psicologia é uma ciência de grande variedade de contextos e atuações, o que exige um amplo conjunto de posturas com diferentes contribuições para o assunto, gerando desenvolvimento.
Segundo Wechsler (1999), nos últimos anos a avaliação psicológica sofreu um descrédito, em que os testes passaram a ser criticados por não serem adequados à realidade brasileira. Já para Pasquali (1991), parte da dificuldade pode ser atribuída ao descaso dos pesquisadores que não se preocupam com as qualidades psicométricas dos instrumentos psicológicos. Um destaque deve ser dado para o trabalho de Almeida, Prieto, Muñiz e Bartram (1998), que fizeram um estudo interessante a respeito do uso dos testes em alguns países - Portugal, Espanha e Ibero-Americanos (dentre eles o Brasil) - e chegaram à conclusão de que os problemas mais freqüentes na prática dos testes são: xerocar material de testes; usar testes inadequados para algumas situações; não estar em sintonia com as modificações da área; avaliações incorretas; não usar folhas de respostas padronizadas; não ter clareza das limitações dos instrumentos, quanto às normas; aplicação de testes por leigos; não adaptar os instrumentos para os determinados países ou regiões; não arquivar os instrumentos e não dar o devido seguimento aos estudos dos testes e fazer interpretações que extrapolam o instrumento. Vale o ressalto de que este estudo de Almeida e colaboradores (1988) destaca uma relação entre os problemas nos instrumentos psicológicos e problemas na formação profissional do psicólogo que cria e utiliza desses instrumentos.
Ainda dando atenção a esta questão da relação entre formação profissional e uso de instrumentos, deve-se saber que a formação de um psicólogo (ou qualquer outro profissional de seja qual for a área de atuação) em alguns anos de universidade não é suficiente para aprimorá-lo em todas as áreas de conhecimento. No estudo realizado por Hays e Wellard (1998) a respeito da formação em avaliação psicológica, fica evidente a necessidade de que o recém-formado continue os estudos na área após a graduação. 
É claro que avanços nos exames psicológicos ocorreram durante a história, comparando-se a situação atual com os primeiro instrumentos rudimentares e falhos, porém também é de grande importância que haja continuidade nos estudos e pesquisas sobre essa área, a fim de que a comunidade dos profissionais em psicologia alcancem maior excelência e dominância das técnicas e instrumentos para que haja resultados com menos erros e mais precisos.
Wechsler (1999) sugeriu um Guia de Procedimentos Éticos para a Avaliação Psicológica, em que consta: “Ao selecionar um teste psicológico, o psicólogo deve: (...) considerar as características psicométricas do instrumento a ser utilizado, tais como sensibilidade, validade, precisão e existência de normas específicas ou gerais para a população brasileira, (...) verificar se o manual do teste possui informações necessárias para aplicação, correção e interpretação dos resultados do mesmo” (p. 136). 
Alguns problemas frequentes poderiam ser evitados se os testes não fossem aplicados de forma indevida, indiscriminada e mecanicamente; por pessoal não qualificado, sem critérios; com instruções erradas; se não houvesse erro de avaliação; supervalorização do quantitativo; interpretação generalizada e o uso de um único instrumento como resultado definitivo.
Tendo em vista estas colocações, vale lembrar que “(...) cabe exclusivamente ao psicólogo a responsabilidade pela qualidade da aplicação dos testes psicológicos, sendo esta condição essencial para a obtenção de um resultado fidedigno”, “(...) o psicólogo deverá respeitar rigorosamente as instruções, os exemplos, o tempo e outras orientações que se encontram no manual ou no próprio caderno de teste, evitando quaisquer improvisações que possam comprometer todo o processo de validade do instrumento” (Wechsler, 1999, p. 137).

Para Oakland (1996), os testes são fortes em países que valorizam a tecnologia e as diferenças individuais, que tem o sistema educacional bem desenvolvido e que possuem recursos comerciais e tecnológicos para produzi-los. Ele argumenta que países sem essas qualidades, geralmente desenvolvem e usam poucos testes e que, ao contrário, a presença das características causa um forte impacto nos testes. Por sua vez, os testes psicológicos de alguma forma representam uma categoria profissional, por serem instrumentos exclusivos dos psicólogos, e é possível que maus instrumentos, aqueles que causam um impacto negativo na comunidade científica e na sociedade, desabonem a profissão. 